# Estación de Las Choapas
Las Choapas anteriormente llamada Tancochapa, es una estación de trenes que se encuentra en Las Choapas, Veracruz.

## Historia
La estación se edificó sobre la línea Coatzacoalcos-Mérida. Fue construida por el antiguo Ferrocarril del Sureste mediante un Acuerdo Presidencial en julio de 1934 a través de los Ferrocarriles Nacionales de México. Los trabajos de construcción se iniciaron a fines de 1935 utilizando la línea localizada a partir de Sarabia, sobre el Ferrocarril de Tehuantepec. Al terminarse el estudio general de la ruta, se abandonó el entronque de Sarabia adoptándose el Puerto de Coatzacoalcos como terminal occidental del Ferrocarril del Sureste.
En 2013, tras el accidente del tren de la bestia, los sobrevivientes del accidente llegaron a este estación para recibir atención medica.